# Morimus asper
Morimus asper là một loài bọ cánh cứng trong họ Cerambycidae.

## Hình ảnh

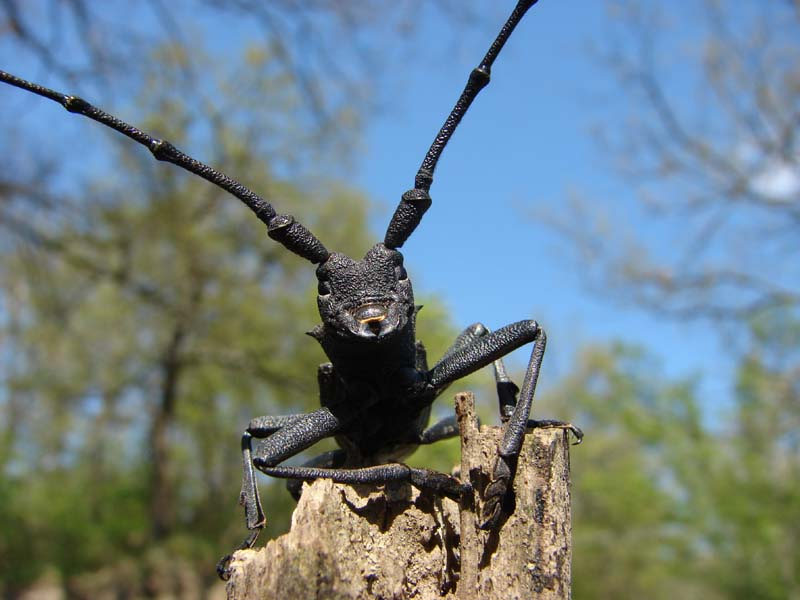
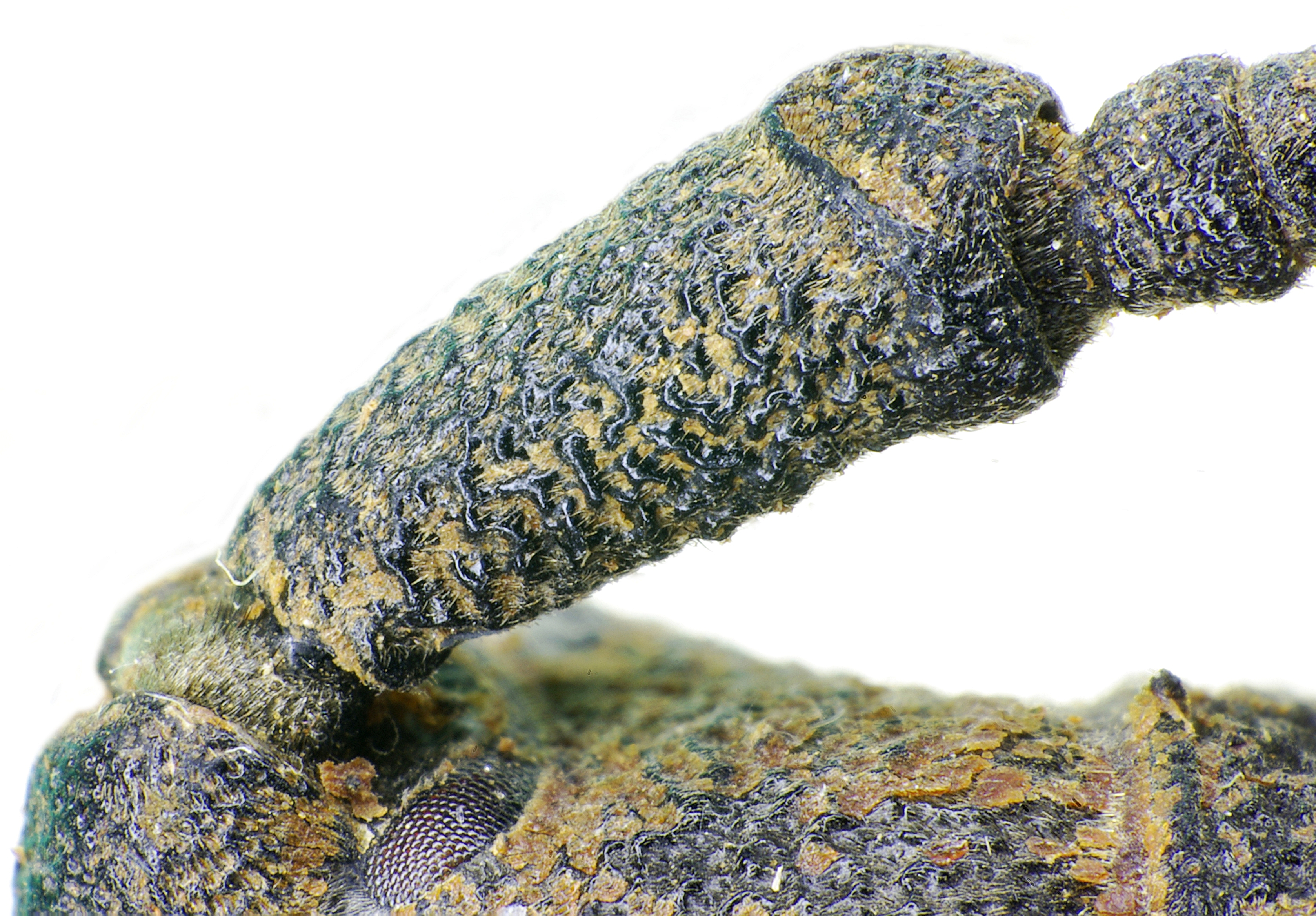
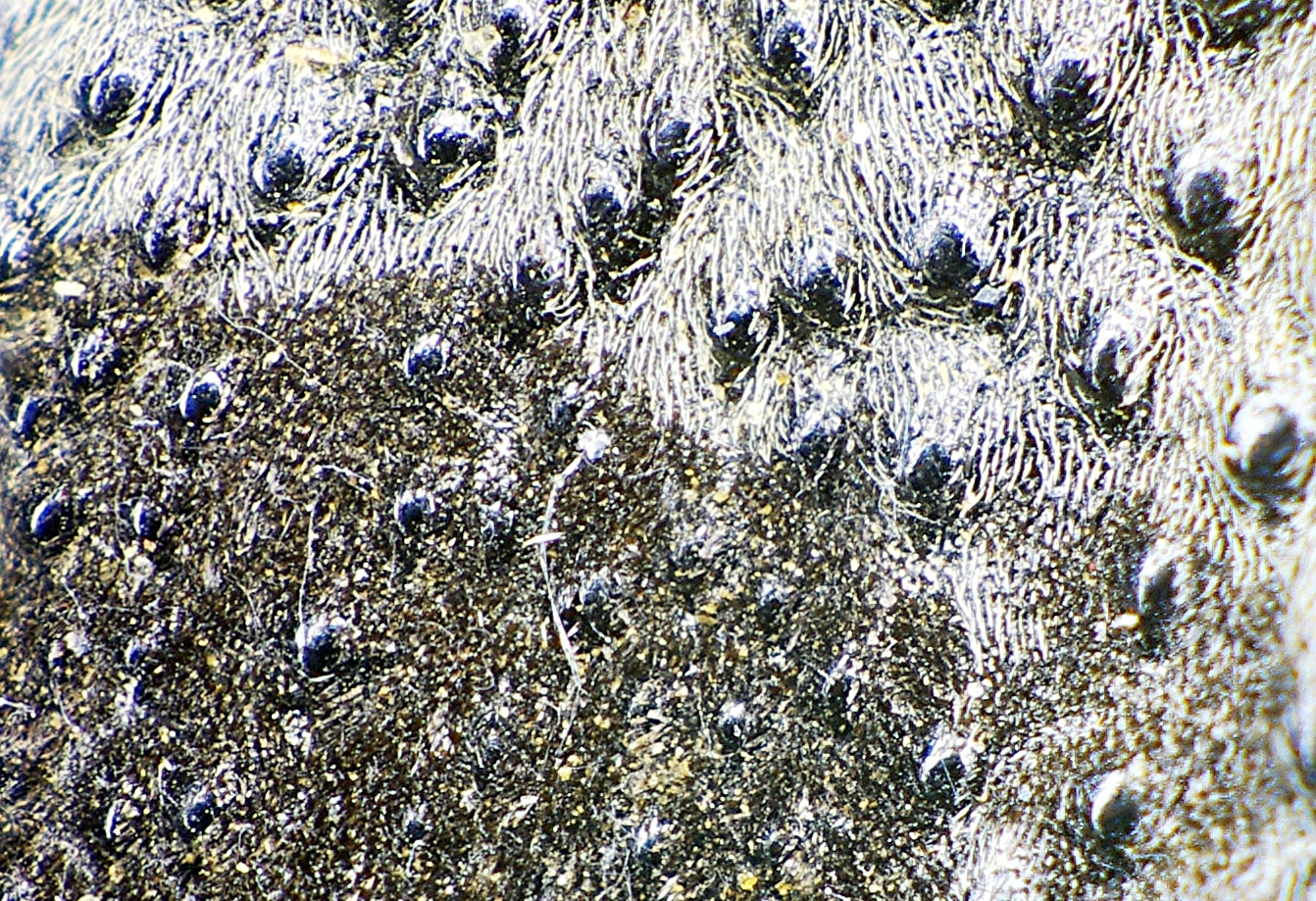
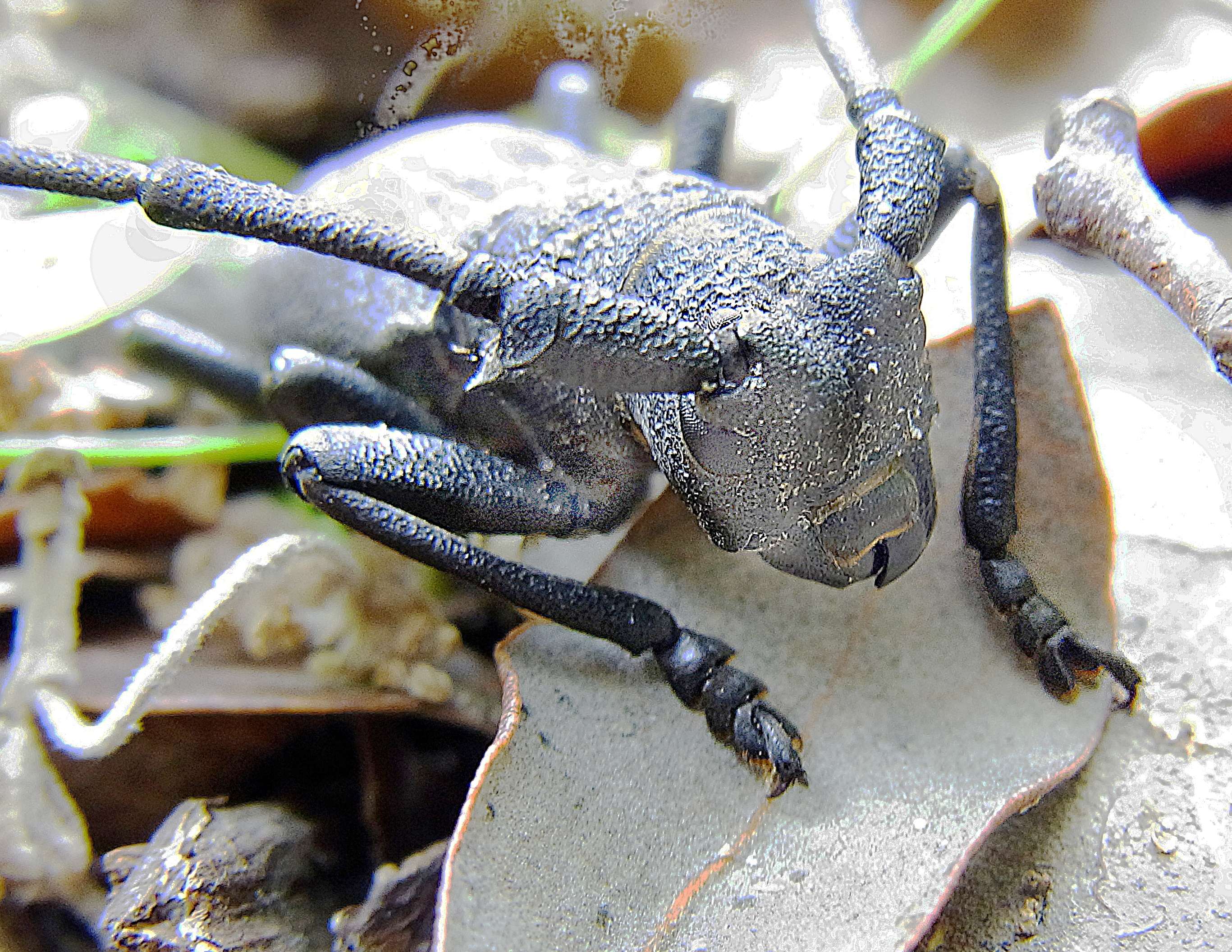